# Куров
Куров (слч. Kurov) насељено је мјесто са административним статусом сеоске општине (слч. obec) у округу Бардјејов, у Прешовском крају, Словачка Република.

## Становништво
| Година:    | 1994. | 2004.   | 2014.   | 2024.    |
| ---------- | ----- | ------- | ------- | -------- |
| Број људи: | 552   | 559     | 612     | 727      |
| Разлика:   |       | +1,26 % | +9,48 % | +18,79 % |

| Година:    | 2023. | 2024.   |
| ---------- | ----- | ------- |
| Број људи: | 729   | 727     |
| Разлика:   |       | -0,27 % |

Према подацима о броју становника из 2024. године насеље је имало 727 становника.